# خرمان کانو
خِرمان ایزیکیل کانو ریکالده (Germán Ezequiel Cano Recalde) (زادهٔ ۲ ژانویهٔ ۱۹۸۸) بازیکن فوتبال آرژانتینی است که در پُست مهاجم برای باشگاه فلومیننزه در سری آ برزیل بازی می‌کند.

## افتخارات
لانوس
- لیگ برتر آرژانتین: 2007 Apertura

ایندیپندنته مدئین
- کوپا کلمبیا: ۲۰۱۹

واسکو دوگاما
- تاچا ریو: ۲۰۲۱

فلومیننزه
- تاچا گوانابارا: ۲۰۲۲، ۲۰۲۳
- Campeonato Carioca: ۲۰۲۲، ۲۰۲۳
- کوپا لیبرتادورس: ۲۰۲۳
- رکوپا سودامریکانا: ۲۰۲۴

شخصی
- بهترین گلزن تاریخ ایندپندینته مدئین (۱۲۹ گل)
- Bola de Prata: ۲۰۲۲
- تیم سال سری آ برزیل: ۲۰۲۲
- بهترین گلزن جام لیبرتادورس: ۲۰۲۳
- بازیکن سال آمریکای جنوبی: ۲۰۲۳